# Осанна Которская
Осанна (Екатерина) Которская (серб. Озана Которска, 25 ноября 1493, Котор, Зета — 27 апреля 1565, Котор, Венецианская республика), в миру Йована Косич (серб. Jovana Kosić) — католическая блаженная, доминиканская монахиня, дева.

## Жизнеописание
Родилась в семье православных черногорцев в горах близ города Котор (ныне в Черногории) как Йована Косич. И её отец Перо Косич, как и дед Алекса Косич и прадед Джуро Косич были православными священниками, а её дядя Марко Косич, сделался монахом и под именем Макария стал епископом, главой православной церкви Зеты.
В юности пасла овец, но в отличие от большинства пастухов молилась, когда оставалась наедине. Она молилась подолгу и однажды рассказала матери, что видела на траве спящего ребёнка, очень красивого, который исчез, когда она к Нему подошла. Мать трезво заявила, что всё это плод её воображения. Больше никому о своих видениях ничего не рассказывала.
Примечательно, что Иисус явился Косич в образе младенца, — о подобных видениях часто говорится западными мистиками, начиная с позднего Средневековья, и почти никогда — православными. Более того, когда Косич в двенадцать лет нанялась в служанки богатой католичке, чтобы с нею посетить Котор, где был католический женский монастырь, мать не возражала. В этом городе девушка нашла себе и духовника из числа католических священников, убедила его в серьёзности своего стремления к созерцательной жизни и в конце концов была принята в доминиканскую обитель. После семи лет общинной жизни, она стала затворницей при храме, принесла обет терциарки доминиканского ордена, взяв себе имя Осанна (Екатерина) в память об Осанне Андреази, недавно умершей. 
Осанна Которская считается покровительницей Котора. Она спасала город во время землетрясений, чумы и других бед, но особенно прославилась 9 августа 1539 года, когда турецкий пират Хайр-ад-Дин Барбаросса после захвата им Херцег-Нови попытался овладеть Котором. Она призвала жителей стать на защиту города и после нескольких дней осады турки отступили. Об этом событии сохранилась надпись на латыни на городских воротах.
Она умерла после двух месяцев тяжёлой болезни, которую переносила терпеливо.

## Прославление
Осанна беатифицирована в 1927 году папой Пием XI.
Память в Католической Церкви — 27 апреля.